# Maja Zebić
Maja Sokač (rođena: Zebić) (Split, 31. svibnja 1982.), hrvatska rukometašica, članica španjolskog kluba SD Itxako iz Estella-Lizarra. Prije Itxaka igrala je za Podravku iz Koprivnice igrale je i u zagrebačkoj Lokomotivi i Splitu. Članica je i Hrvatske rukometne reprezentacije igra na poziciji lijevog krila.